# 町田旦竜
町田 旦竜（旦龍、まちだ たんりょう、1859年1月29日（安政5年12月26日） - 1937年（昭和12年）1月22日）は、明治から昭和時代初期の政治家、医師。衆議院議員（1期）。板垣伯銅像記念碑建設同志会監事。

## 来歴
土佐国高岡郡能津村字長畑（現・日高村）に生まれる。父弘道は医師で母は民。明治7年（1874年）10月、高知城下帯屋町の興起病院に入り医学修業助手となり、明治11年（1878年）10月、医術開業試験に合格する。翌年上京し、済生学舎、井上達也塾に入門し、一般医学と眼科を学ぶ。その後高知に戻り、明治16年（1883年）11月、帯屋町に眼科病院を開業。明治19年（1886年）11月には博済病院と改称する。ついで織田信福同院に移り歯科治療室を設置。明治20年（1887年）12月、三大事件建白運動が勃発すると織田と共に爆弾を所持し上京するが、同12月25日、保安条例公布により上京できずに帰高する。
明治31年（1898年）高知市会議員に当選。さらに明治34年（1901年）高知県会議員に当選し、明治36年（1903年）再選を果たした。明治41年（1908年）5月の第10回衆議院議員総選挙では高知県郡部から立憲政友会所属で出馬し当選。のち立憲政友会高知支部長に推挙された。大正4年（1915年）土陽新聞社社長、大正9年（1920年）1月から 同13年（1924年）まで楠病院を経営し、昭和10年（1935年）からは香長病院を経営した。

## 補註
1. 1 2 3 4 5 6 7 8 9 10 11 12 13  高知新聞社 1999, 743頁.
2. 1 2  衆議院、参議院 編 1962, 458頁.
3. ↑  『板垣退助君略傳』池田永馬編、板垣伯銅像記念碑建設同志会、大正13年（1924年）9月5日